# Osečany
Osečany (německy Wosetschan, dříve Vosečany) jsou obec v okrese Příbram ve Středočeském kraji, asi 5 km severně od Sedlčan. Žije zde 273 obyvatel.
Obec se nachází na potoce Mastníku.

## Historie
První písemná zmínka o obci pochází z roku 1352, kdy se jako majitel vsi uvádí Jan z Osečan. Své jméno však dostaly Osečany (do roku 1896 Vosečany) mnohem dříve od lidí, kteří někdy v 11. nebo 12. století, kdy chránili své sídlo opevněním z osekaných stromů, tzv. oseče. Středověká tvrz stávala východně od zámku, a dal ji postavit buď Jan z Osečan, který byl kolem roku 1352 ve službách pánů z Rožmberka, nebo Buzko z Ossiečan, který je doložen k roku 1383. Stopy po prvních majitelích Osečan mizí z dochovaných pramenů kolem roku 1406. Od poloviny 15. století byli majiteli rytíři Osečanští z Osečan, ovšem zřejmě jiného rodu, neboť měli ve znaku poutníka, a tímto znakem se od prvotních majitelů odlišovali.
Za vlády rodu rytířů Vojkovských z Milhostic byla pravděpodobně původní tvrz renesančně upravena. Od roku 1611 byl majitelem Vilém Lev z Říčan. Od roku 1615 ji vlastnil Adam Řepický ze Sudoměře, který se zúčastnil stavovského povstání. Přesto, že zemřel roku 1619, byl mu dodatečně v roce 1622 zabaven veškerý majetek. Ten výhodně koupil Albrecht z Valdštejna v roce 1622, ale ponechal si ho jen krátce. V roce 1623 ho prodal Pavlu Michnovi z Vacínova. Michnové měli panství Osečany v majetku více než 40 let a přivedli statek do takových dluhů, že na panství byla uvalena nucená správa. Dalším majitelem se stal Wolfgang Hennegk (Henejk), který se pokoušel statek zvelebit. Než se mu to podařilo, vymřel jím v roce 1702 rod bez dědiců. Zřejmě v tomto období byla renesanční tvrz rozšířena na trojkřídlý zámek. Celek však pravděpodobně vznikal postupně. Dalšími majiteli v letech 1720–1725 byli Jan Bechyně z Lažan a jeho manželka Františka Josefa Ludmila Radecká z Radče. Ti dali postavit v obci sochu sv. Jana Nepomuckého s vlastním erbem na soklu a panství prodali. V letech 1725–1761 vlastnili panství hrabata z Bubna Litic. Za hraběte Antonína Víta z Bubna Litic a jeho první manželky Anny Karolíny z Kolowrat byla kolem roku 1733 v jižním křídle zřízena zámecká kaple sv. Anny. Tím byla pravděpodobně výstavba zámku dokončena.
Významnou měrou se do historie zámku i vsi zapsali hrabata Laniusové z Wellenburgu, kteří vlastnili Osečany od roku 1761. Vedli zde svůj malý „dvůr“ s patřičným služebnictvem. Rodina změnila výrazně okolí zámku na veliký park. Park měl rozlohu pěti hektarů a systém cest ukazuje, že zde byl realizován kvalitní architektonický projekt. Rozhodující úlohu při budování parku měl zřejmě panský zahradník Václav Rissl. Hrabě Lanius přivážel ze svých četných cest po cizině cenné dřeviny, které Rissl citlivě umisťoval. Risslovo zahradnické a pěstitelské umění bylo na vysoké úrovni, pokoušel se mimo jiné pěstovat citrony a pomeranče. Západně od zámku je souvislý les a rybníček, který je rovněž součástí parku. Panství vlastnil původem chorvatský baron Franz Josef Lanius z Wellenburgu († 1781) a jeho manželka Hieronyma/Jeronýma, rozená hraběnka z Caraffa a princezna d'Avella. Jejich starší syn Karel (1750–1830) byl členem Vlastenecké hospodářské společnosti v Čechách, ale osečanský statek prodal již roku 1795, když se oženil s Annou rozenou baronkou Fronmüllerovou z Weidenburgu a Gross-Kirchheimu (1767–1811).
Poté nastalo 133 let dlouhé souvislé držení panství Osečany v linii pokrevních potomků. Roku 1795 Osečany získala Gabriela Mayerová z Mayersbachu rozená Schwallová (1770–1808) od roku 1791 provdaná za Johanna Nepomuka Mayera z Mayersbachu (1770–1851). Měli spolu 11 dětí, z nichž se většina narodila v Osečanech, kde Gabriela v roce 1808 zemřela. Vdovec Johann Nepomuk se v roce 1812 oženil s Rosálií šlechtičnou z Kristelly (1792–1868), se kterou měl ještě další děti. Johann zemřel v roce 1851. Jako majitel Osečan je roku 1829 zmíněn syn Adolf, rytíř z Mayersbachu (1804–1882), jinak poslanec zemského sněmu, president akciového cukrovaru v Uhříněvsi, okresní starosta a statkář v Říčanech. Další majitelkou se stala jeho sestra Johanna rozená Mayerová z Mayersbachu (1801–1866) a její manžel Joseph Pulpán rytíř z Feldsteinu (1789–1840), který statek zakoupil. Jedinou dcerou a dědičkou se stala Anna rozená Pulpánová z Feldsteinu (1831–1862) a její manžel (Johann) Emanuel Tiegel z Lindenkronu (1822–1911). 
Poslední dědičkou byla Anna Marie Gabriela Emanuela Johanna rozená Tiegelová z Lindenkronu (1862–1929), jejíž kmotrou byla Antonia hraběnka Laniusová, dcera hraběte Karla (1750–1830), zastoupená babičkou dítěte Antonií Tiegel z Lindenkronu, rozenou Schmelzern von Wildmannsegg (1801–1885 Osečany). Anna se roku 1884 vdala za barona Rudolfa Voitha von Sterbez (1848–1905),  c. k. setníka, který opustil armádní kariéru, aby se věnoval správě panství, kde pak byl pro svou lidumilnost oblíben. Manželství však zůstalo bezdětné a ovdovělá baronka Anna Voithová ze Sterbez, rozená Tiegelová z Lindenkronu (1862–1929) od roku 1905 hospodařila na panství sama. Na hospodářských výstavách úspěšně prezentovala chov domácího zvířectva. V roce 1912 na statku vyrostlo progresivní betonové silo, které přijížděli obhlížet i ze zahraničí. Během 1. světové války baronka Anna opakovaně z posledních prostředků podporovala Červený Kříž (ve sbírce se mezi šperky nacházel i snubní prsten). V roce 1918 vyhořela sušárna na ovoce na jejímž místě byly postaveny skleníky. O obtížné situaci svědčí dopisy hudebního skladatele Josefa Suka, který byl rodinným přítelem od mládí a manželům Voithovým dedikoval několik skladeb. . Roku 1926 byla provedena částečná parcelace velkostatku na základě pozemkové reformy: bylo přiděleno asi 2106 ha půdy drobným zemědělcům. Roku 1928 byla baronka Anna donucena zadlužené panství prodat. Největším věřitelem byla Okresní hosp. záložna v Sedlčanech, která dne 5. června 1931 koupila velkostatek se vším co k němu patřilo v Osečanech, ve Velběhách, Pros. Lhotě, Prosenicích, Kliměticích, Břišejově a v Štětkovicích s veškerým živým i mrtvým inventářem a se zásobami za 2,750.000,-. Představenstvo záložny, chtějíc chudším občanům pomoci k půdě a majetku rozparcelovalo v témže roce celý koupený velkostatek. Zámek s parkem ve výměře 9 ha darovalo okresu sedlčanskému na zřízení nějaké dobročinného ústavu.
Za druhé světové války se obec stala součástí vojenského cvičiště Zbraní SS Benešov a její obyvatelé se museli 31. října 1943 vystěhovat.

## Obecní správa

### Části obce
- Osečany (k. ú. Osečany)
- Paseky (k. ú. Osečany)
- Velběhy (k. ú. Velběhy)

K obci patří také Brožná a V Cihelně.
Sousedními obcemi sídla jsou Křečovice, Sedlčany, Prosenická Lhota, Kňovice a Radíč.

### Územněsprávní začlenění
Dějiny územněsprávního začleňování zahrnují období od roku 1850 do současnosti. V chronologickém přehledu je uvedena územně administrativní příslušnost obce v roce, kdy ke změně došlo:
- 1850 země česká, kraj České Budějovice, politický okres Votice, soudní okres Sedlčany[31]
- 1855 země česká, kraj Tábor, soudní okres Sedlčany
- 1868 země česká, politický i soudní okres Sedlčany
- 1939 země česká, Oberlandrat Tábor, politický i soudní okres Sedlčany[32]
- 1942 země česká, Oberlandrat Praha, politický i soudní okres Sedlčany[33]
- 1945 země česká, správní i soudní okres Sedlčany[34]
- 1949 Pražský kraj, okres Sedlčany[35]
- 1960 Středočeský kraj, okres Příbram
- 2003 Středočeský kraj, okres Příbram, obec s rozšířenou působností Sedlčany

## Společnost

### Rok 1932
V obci Osečany (přísl. Paseky, Velběhy, 523 obyvatel, poštovna) byly v roce 1932 evidovány tyto živnosti a obchody: cihelna, 3 hostince, kolář, kovář, 3 krejčí, mlýn, pila, 11 rolníků, 2 řezníci, 2 obchody se smíšeným zbožím, 2 trafiky, velkostatek.

## Pamětihodnosti
- Barokní zámek stojí na místě tvrze na západním okraji břidlicového ostrohu, zámek je dvoupatrová trojkřídlá budova, zčásti upravená v romantickém stylu, s věžičkou na střeše, které se díky její poloze říká sedlčanský Orlík.[zdroj?] V zámku je kaple sv. Anny se sochami sv. Linharta a Felixe z Cantalice. K zámku patří budova sýpky, bývalého pivovaru, hospodářský dvůr a stodola. V roce 2018 zámek zakoupil bývalý politik Matěj Stropnický, postupně provádí jeho rekonstrukci a od roku 2019 jej částečně (pouze o nedělích) zpřístupnil veřejnosti.[37] Kolem zámku je rozsáhlý park.
- Barokní socha Jana Nepomuckého, z let 1720-1725. Datem vzniku je vzácná, protože byla vytvořena 4-6 let před Janovým svatořečením; v minulosti silně poškozené soše chybí v pravé ruce kříž a od lokte dolů levá paže, která je doplněná chybně. Na soklu má erb objednavatele Jana Bechyně z Lažan se třemi kapry. Toto znamení bylo zčásti použito v nynějším znaku obce.
- Na návsi vedle sebe stojí
  - vodojem z roku 1927
  - litinový kříž na kamenném podstavci z 19. století.
  - kamenný (žulový) pomník padlým v 1. světové válce.
- Budova místního úřadu stojí na protější straně návsi, je spojena s hostincem a předzahrádkou.
- Kaplička Nejsvětější Trojice z konce 19. století je při cestě k osadám Velběhy a Paseky.
- Východně nad obcí na kopci Drahoušek (504 m n. m.) stojí stejnojmenná betonová rozhledna z roku 2004 o výšce 48 metrů, její vyhlídková plošina dosahuje výšky 32 metrů.

## Doprava

### Dopravní síť
Obcí vede silnice II/105 Jesenice – Jílové u Prahy – Neveklov – Sedlčany – Milevsko – Týn nad Vltavou – Hluboká nad Vltavou – České Budějovice. Do obce dále vedou silnice III. třídy. Železniční trať ani stanice či zastávka na území obce nejsou.

### Autobusová doprava 2024
Autobusovou dopravu v obci Osečany zajišťují společnosti Arriva Střední Čechy a ČSAD Benešov. Obec je součástí Pražské integrované dopravy (PID). V obci se nacházejí zastávky Osečany a Osečany,Podskalí. Dalšími zastávkami spadající pod obec jsou Osečany,rozc.Paseky a Osečany,Velběhy. Obec obsluhují autobusové linky 486 a 754. Linka 486 spojuje Sedlčany, Kňovičky, Kňovice, Nalžovice, Křepenice, Radíč, Osečany a Křečovice. Linka 754 spojuje Příbram se Sedlčany, Osečany a Benešovem.

## Turistika
- Cyklistika – Územím obce vede cyklotrasa č. 8132 Křepenice - Radíč - Osečany - Vojkov.
- Pěší turistika – Územím obce vedou turistické trasy  Sedlčany - Křečovice - Neveklov a  Osečany - Radíč.

## Pověsti
První pověst se vztahuje k nevysokému vršku jménem Kostelík, který se nachází u cesty do Nahorub. Stával zde kdysi dřevěný kříž. Lidé se vsi docházeli na mše do Sedlčan. Rozhodli se, že si postaví svůj vlastní kostel. Kamení a dřeva na stavbu bylo všude dostatek, ale přece jenom vyvstala otázka, z jakých peněz do svého nového kostela zaplatí kaplana. Rychtář sepsal prosebnou supliku a celá deputace šla prosit na zámek. Hrabě jim přislíbil povozy i pomoc svých lidí. Stavba začala. Ale k velkému překvapení celé vesnice ráno na staveništi nebylo po předchozí práci ani památky. Rozhodli se, že svou stavbu budou hlídat. Ráno se situace opakovala, strážní se zapřísahali, že nespali, ale všechna práce byla marná. Všichni posmutněli, že jejich kostelu někdo nepřeje. Tak začali hledat, kam se poděl jejich stavební materiál. Večer se vrátil krejčí a hned oznamoval, že viděl dvě hromady kamení, celé od malty. Materiál byl v Křečovicích. Hned se tam vypravili. Místní rychtář se dušoval, že jim nikdo nic ze vsi neodvezl, že se vše samo objevilo na křečovické návsi. Osečanský rychtář moc nevěřil, ale nakonec se domluvili, že obě vesnice budou hlídat. Tak odvezli kámen do Osečan a potřetí začali stavět. Znovu se hlídalo. Ale ráno byl zase i přes veškeré hlídky kámen na návsi v Křečovicích. Tak se společně rozhodli, že kostelík má stát v Křečovicích. V Osečanech postavili na vršku pouze kříž.
Druhá pověst se vztahuje ke křížku, který se nachází pod vrškem Kostelík u cesty ze vsi na Dubliny. Křížek je postavený na místě, kde zemřel mlynář z Líšnice. Rozhodl se, že zabije dobře vykrmené prase. Hned po svém rozhodnutí se vydal do Osečan objednat řezníka a koupit nové necky. Když se domluvil s řezníkem, že přijde již druhý den, tak se i s novými neckami vydal na zpáteční cestu. Když došel pod vršek, objevila se světýlka. Mlynář si vzpomněl, co říkala jeho babička, že světýlka jsou dušičky nekřtěňátek a začal se bát. Snažil se jim i s trakařem ujet, ale světýlka byla čím dál, tím víc dotěrnější. Nakonec se schoval pod necky. Druhý den ráno ho našel řezník. Ležel v neckách a v očích měl výraz nepředstavitelné hrůzy.
Třetí pověst se vztahuje k dřevěnému kříži, který se nachází u silnice do Sedlčan, nad potokem Mastníkem. Dříve tudy vedla stará plavecká stezka. Kříž také označuje místo tragického neštěstí. Když končila vorařská sezona, vraceli se voraři po plavecké stezce domů. Zastavili se v místní hospůdce. Jeden z nich neměl stání a pospíchal domů dříve, než ostatní. Všichni si ho nahlas dobírali, že má před svatbou, proto pospíchá, že nese dárečky. Chvíli po jeho odchodu také odešel podezřelý tulák, kterého nikdo neznal. Ráno našli voraři svého kamaráda mrtvého a okradeného. Dohady, co se mu stalo a kdo to udělal nebraly konce. Na jeho památku tam vztyčili kříž.

## Galerie

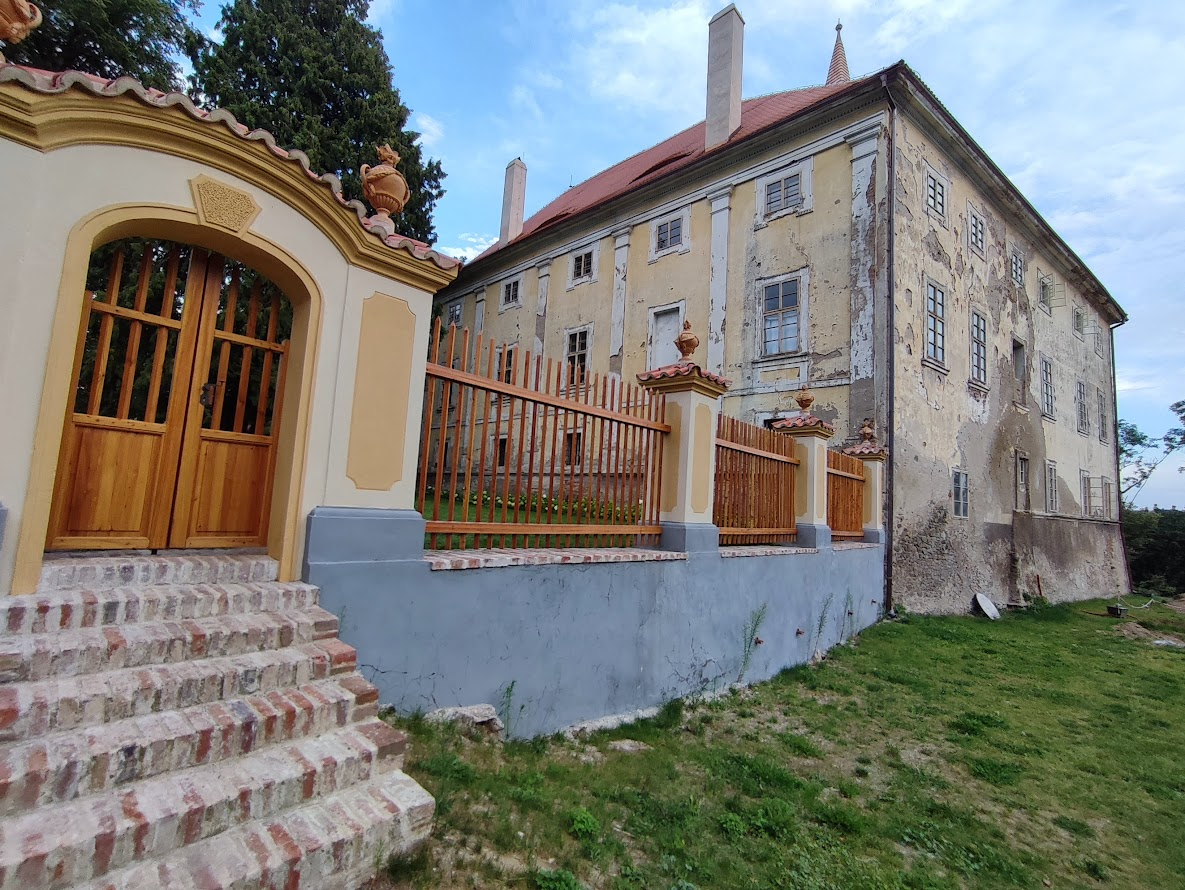
Jižní vstup do zámku
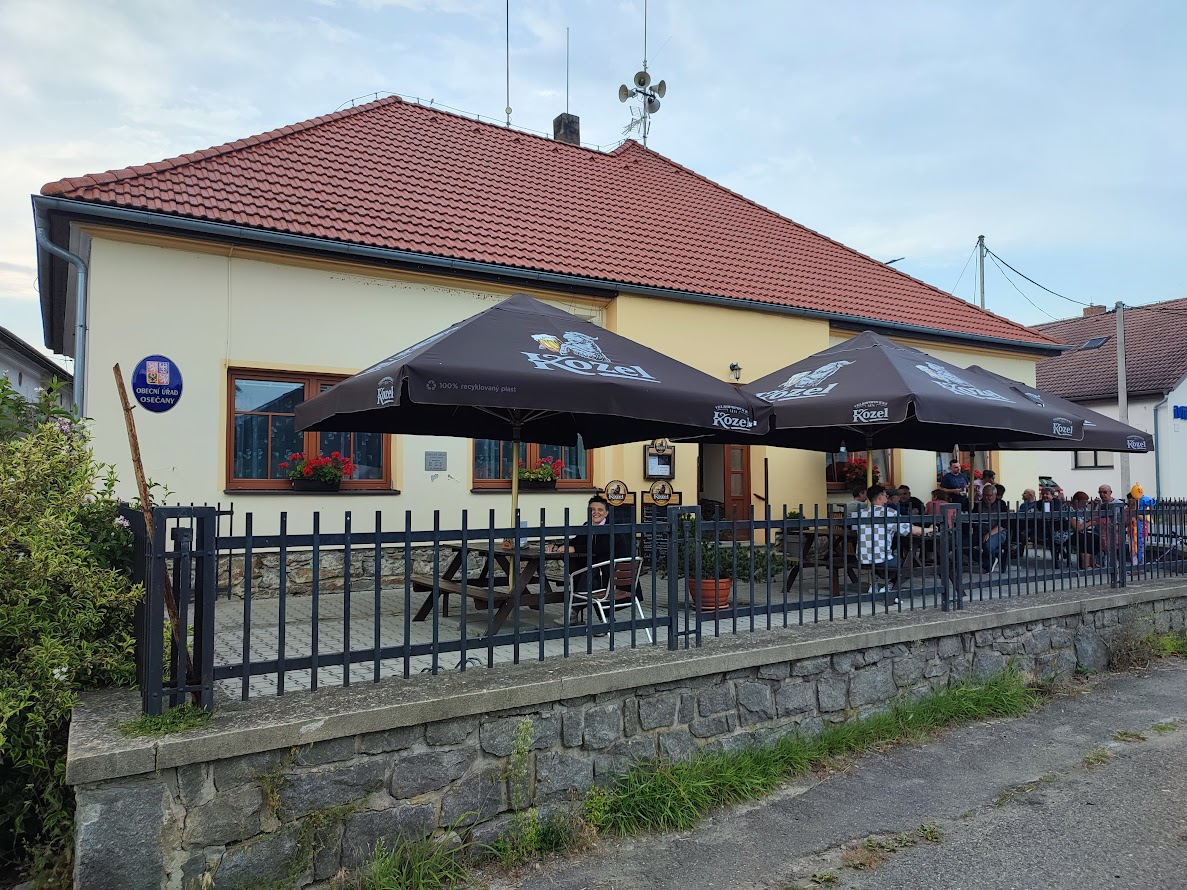
Místní úřad s hostincem
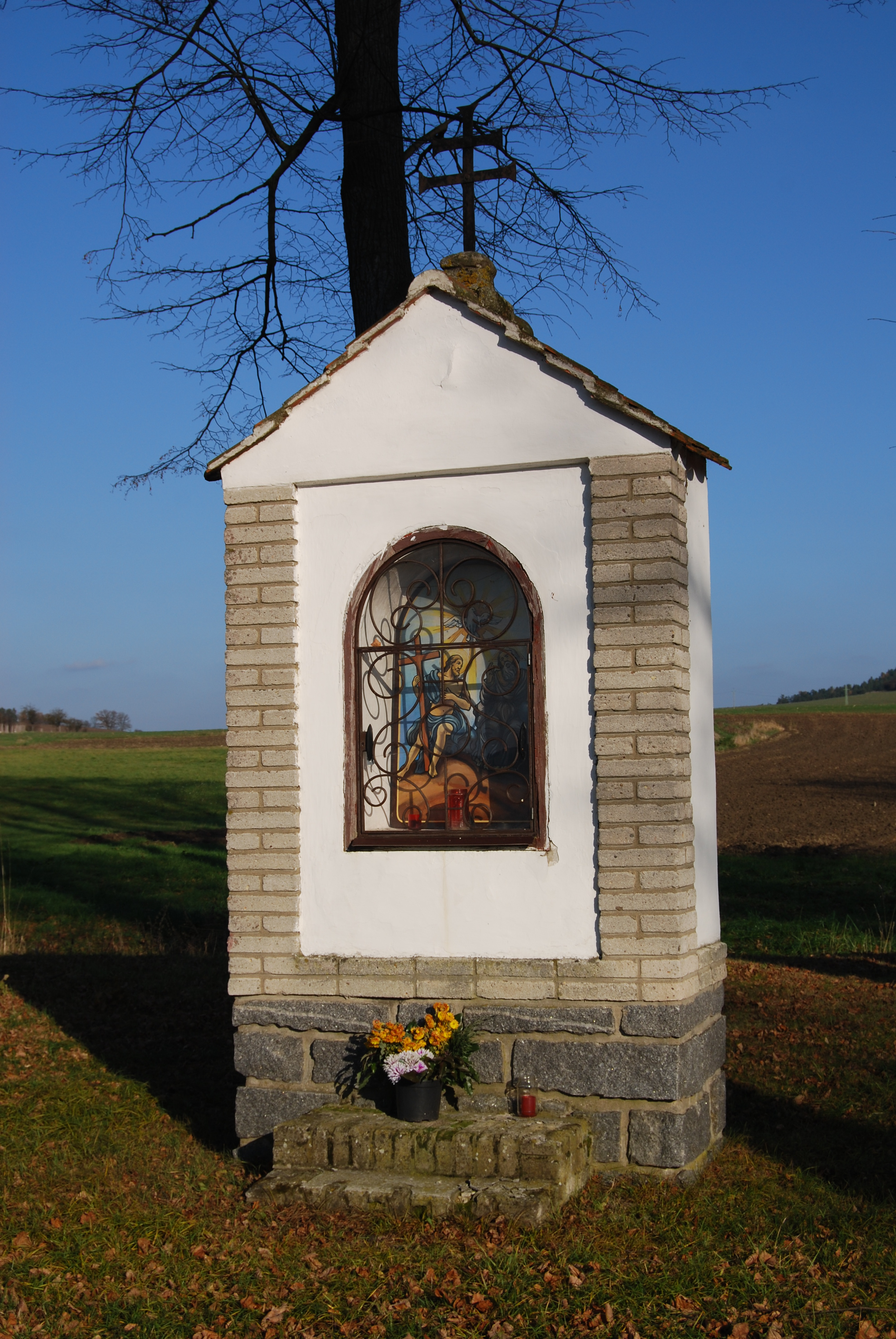
Kaple na návsi
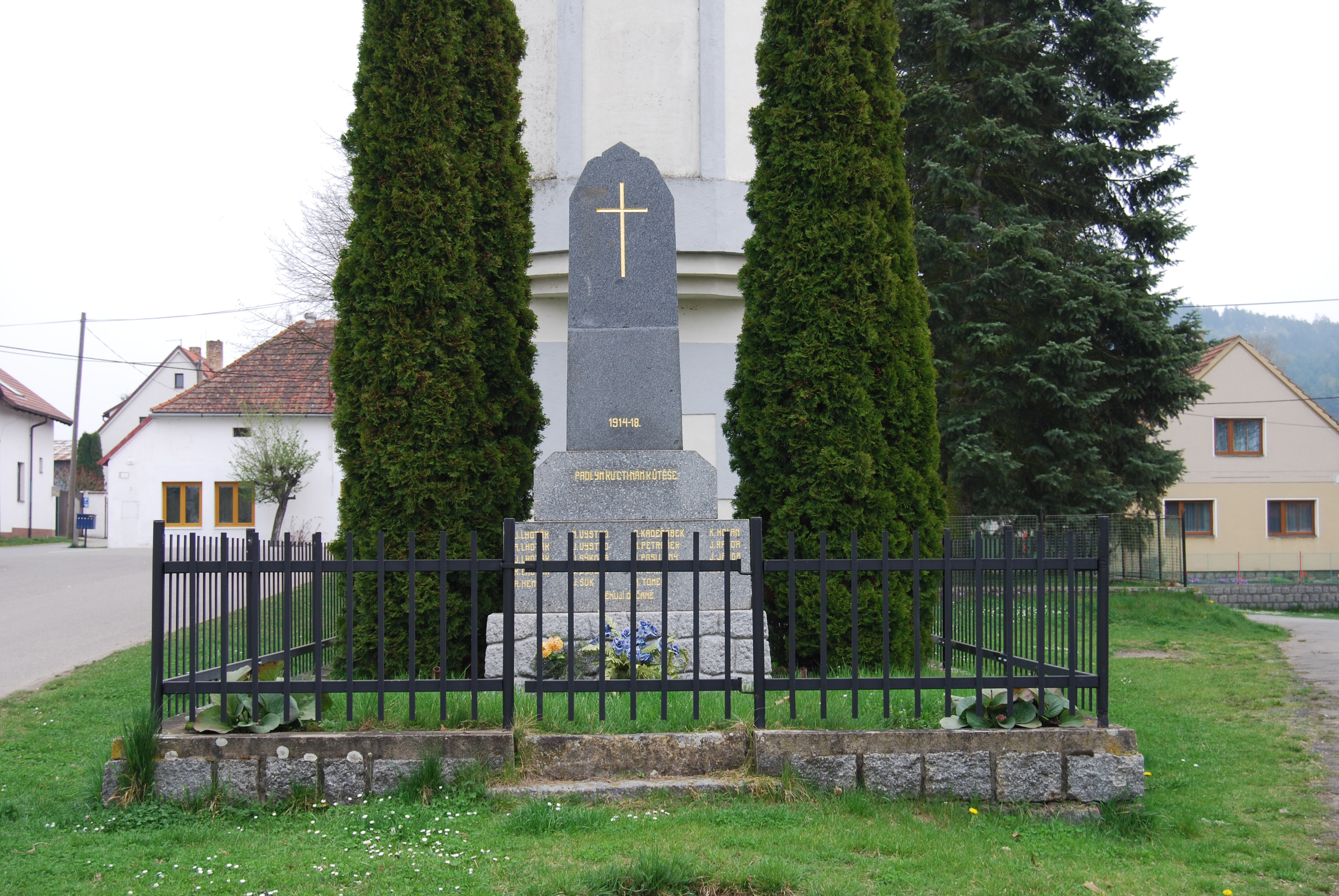
Válečný pomník padlým, 1918
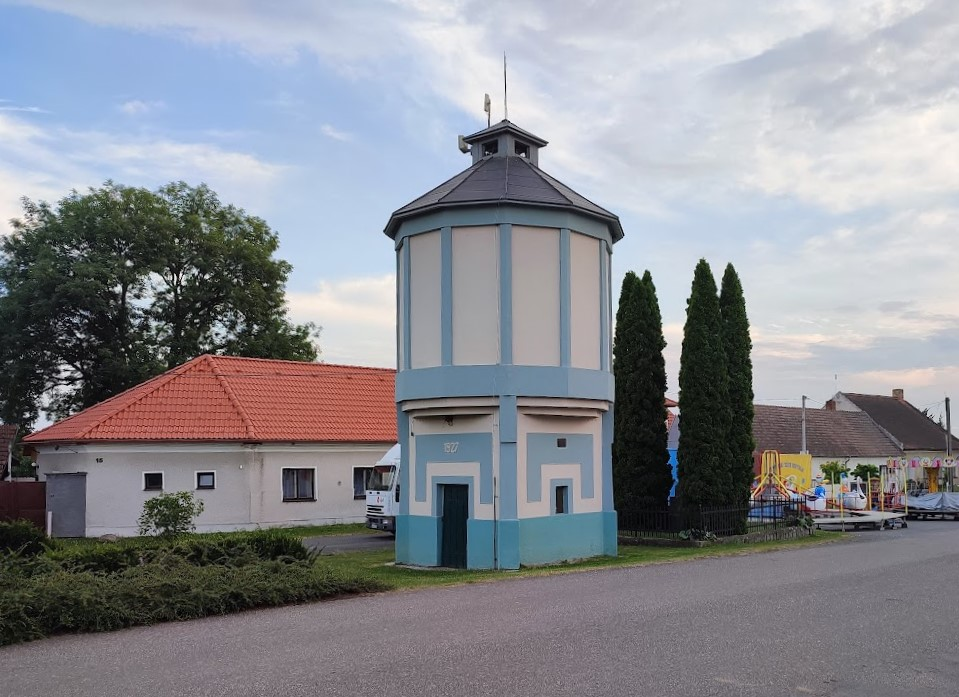
Vodárna
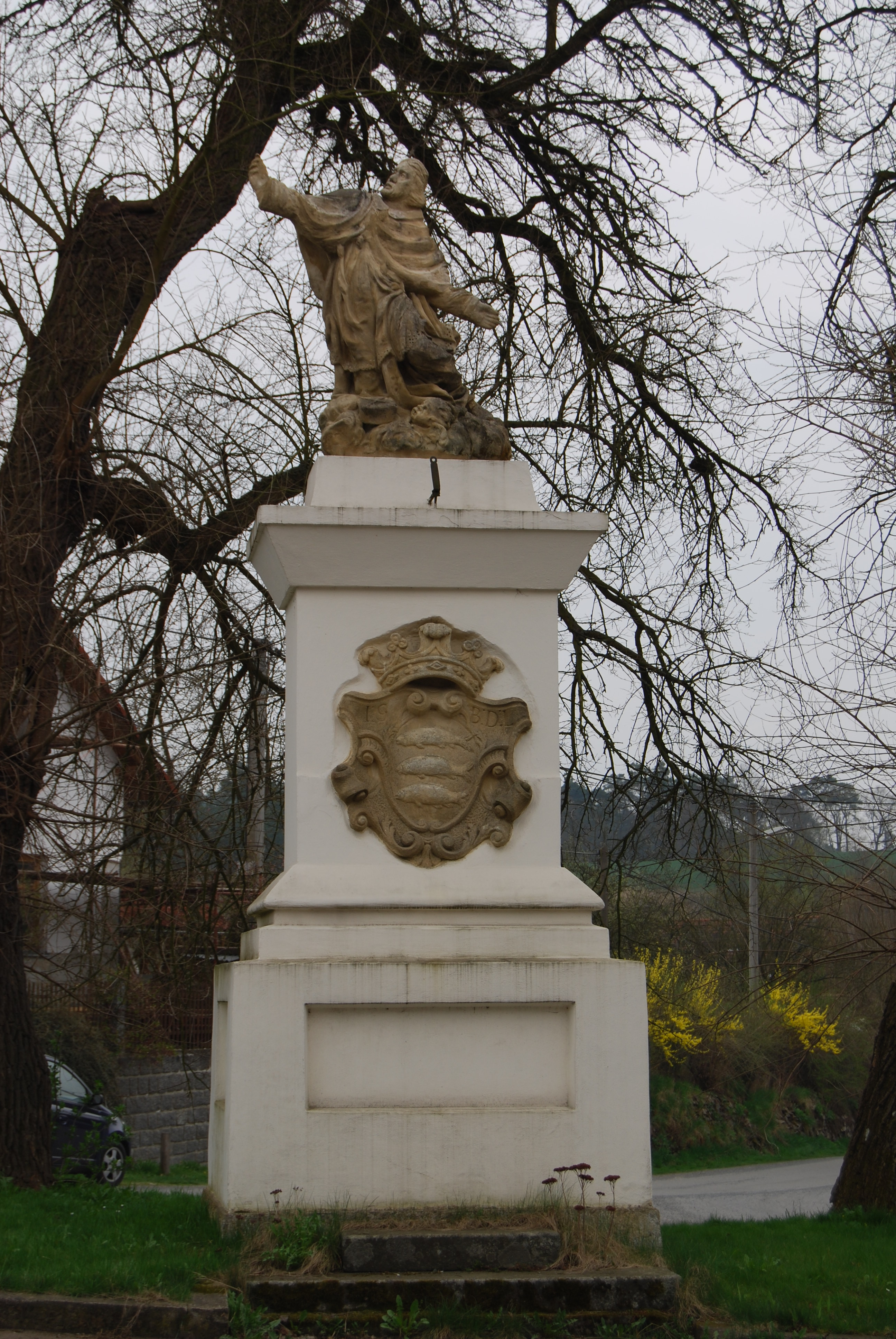
Socha sv. Jana Nepomuckého s erbem Bechyňů z Lažan
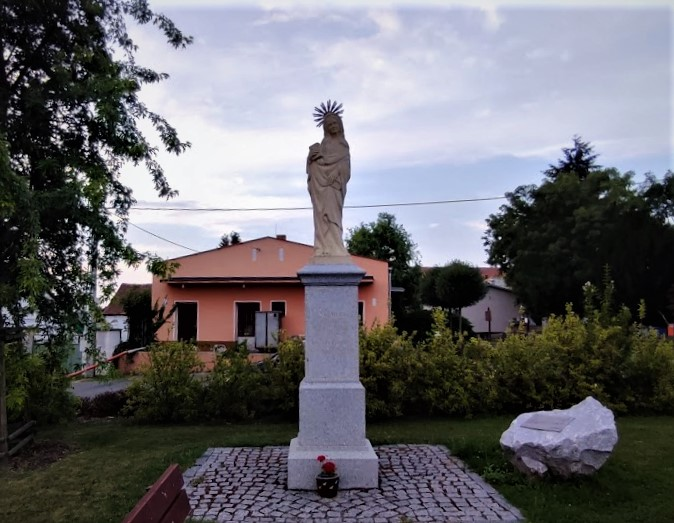
Socha sv. Anny
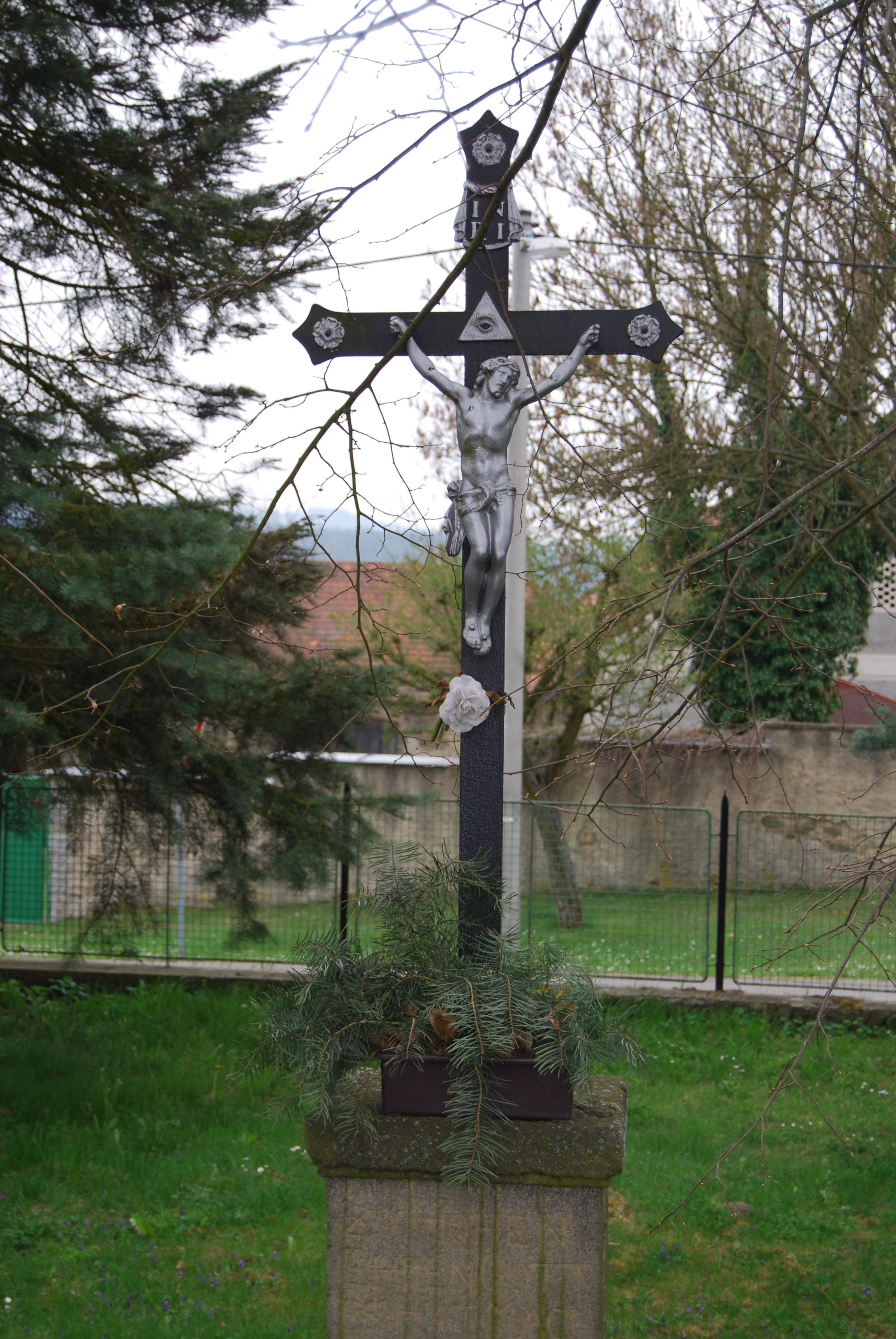
Kříž na návsi